# Бон Жезус да Лапа
Бон Жезус да Лапа (на португалски: Bom Jesus da Lapa) е град и община в Източна Бразилия, щат Баия, мезорегион Вали Сао-Франсискано да Баия, микрорегион Бон Жезус да Лапа. Според Бразилския институт по география и статистика през 2010 г. общината има 63 508 жители.